# Hemichromini
Hemichromini es una tribu de cíclidos africanos de la subfamilia Pseudocrenilabrinae
Está compuesto de catorce especies de peces de agua dulce divididas en dos géneros, encontrados en el oeste y noreste de África.

## Géneros
- Anomalochromis
- Hemichromis